# Lady on a Train
Lady on a Train is een film noir-komedie uit 1945, gebaseerd op een verhaal van Leslie Charteris. Deanna Durbin speelt de hoofdrol.

## Verhaal
Debutante Nikki Collins, een enthousiaste lezeres van detectiveverhalen, is getuige van een moord in een gebouw als ze daar met de trein op weg naar New York Grand Central Station voorbijrijdt. Ze gaat naar de politie, maar niemand gelooft haar daar. Haar verhaal schrijven ze toe aan een al te actieve verbeeldingskracht. Nikki laat het hier niet bij. Zij benadert mysteryschrijver Wayne Morgan (David Bruce) om haar te helpen om haar mysterie op te lossen. Ze herkent in een nieuwsjournaal in een bioscoop de vermoorde man. Het blijkt te gaan om Josia Waring, een meedogenloze zakenman en miljonair. De zaken worden nog ingewikkelder als de familie van de overledene haar aanzien voor Margo Martin, een nachtclubzangeres en de verloofde van Josia, die op het punt staat om het grootste deel van zijn fortuin te erven. De echte Margo is echter vermoord, en Nikki zal nu moeten proberen om twee moordlustige onterfde neven steeds een stap voor te blijven.

## Rolverdeling
| Acteur                | Personage        |
| --------------------- | ---------------- |
| Deanna Durbin         | Nicki Collins    |
| Ralph Bellamy         | Jonathan Waring  |
| David Bruce           | Wayne Morgan     |
| George Coulouris      | Mr. Saunders     |
| Allen Jenkins         | Danny            |
| Dan Duryea            | Arnold Waring    |
| Edward Everett Horton | Mr. Haskell      |
| Jacqueline deWit      | Miss Fletcher    |
| Patricia Morison      | Joyce Williams   |
| Elizabeth Patterson   | Charlotte Waring |
| Maria Palmer          | Margo Martin     |
| Samuel S. Hinds       | Mr. Wiggam       |
| William Frawley       | Brennan          |
| Thurston Hall         | Josiah Waring    |
| Kathleen O'Malley     | fotograaf        |
| Lash LaRue            | kelner           |